# Nyaradzayi Gumbonzvanda
Nyaradzayi Gumbonzvanda (* vor 1975) ist eine simbabwische Rechtswissenschaftlerin und Menschenrechtsexpertin. Sie ist seit Januar 2024 stellvertretende Exekutivdirektorin von UN Women.

## Herkunft und Ausbildung
Nyaradzayi Gumbonzvanda wuchs in Magaya auf, wo sie auch die Grundschule besuchte. Sie studierte von 1988 bis 1991 an der University of Zimbabwe Verfassungs- und Gewohnheitsrecht. 1992 absolvierte sie an der Universität Uppsala eine Weiterbildung im Bereich Friedens- und Konfliktforschung und am Bossey Institute eine Weiterbildung in Gender-Management.
2006 schloss sie an der University of South Africa ihr Aufbaustudium in Private Law als L.L.M. ab.

## Karriere
Von 1995 bis 1997 arbeitete Nyaradzayi Gumbonzvanda bei der Zimbabwe Women Lawyers Association und als Assistant Law Officer beim simbabwischen Justizministerium. Von 1998 bis 2001 war sie für das Kinderhilfswerk UNICEF im Bereich Menschenrechte mit Schwerpunkt Liberia tätig. Anschließend war sie bis 2007 als Regional Programme Director für Ostafrika beim United Nations Development Fund for Women (UNIFEM) tätig.
Im Januar 2006 gründete sie Rozaria Memorial Trust (RMT) in Murewa, Zimbabwe und leitet die Organisation bis heute. Die NGO hat eine entwicklungspolitische Agenda mit den Schwerpunkten Gesundheitssystem, Bildung und Berufstätigkeit von Frauen in wirtschaftlich benachteiligten Regionen.
Im Januar 2024 wurde Gumbonzvanda von UN-Generalsekretär António Guterres zur stellvertretenden Exekutivdirektorin von UN-Women mit Zuständigkeit für Normative Unterstützung, die Koordinierung innerhalb des Systems der Vereinten Nationen und Verantwortlichkeit für die Programme der Organisation ernannt.

## Sonstige Aufgaben
- seit 2010 Vorstandsvorsitzende von der NGO CIVICUS: World Alliance for Citizen Participation[3]
- seit 2014 Goodwill-Botschafterin der Kommission der Afrikanischen Union zur Bekämpfung von Kinderehen[4]
- 2007 bis 2016 Generalsekretärin der World Young Women’s Christian Association mit 25 Mio. Mitgliedern in 120 Ländern[4][1]
- seit 2015 Vorsitzende der Menschenrechts-NGO ActionAid International[2]
- Mitglied der Advisory Group on Ebola beim Generaldirektor der WHO
- Mitglied des Beirates von Girls Not Brides[3]
- Präsidentin der NGO Committee on the Status of Women[3]
- Mitglied der Spezialistengruppe der Vereinten Nationen für HIV-Prävention und Sexual-Gesundheit von Jugendlichen in Ost- und Süd-Afrika[3]
- Mitglied der UN-Commission on Information and Accountability on Women and Children’s Health[3]
- Vorstandsmitglied von Religions for Peace[5]

## Auszeichnungen
- 2011 Human Rights Defenders Award der Zimbabwe Women Lawyers Association[5]
- 2021 Hillary Rodham Clinton Award[2]
- Ehrendoktorwürde der University of Massachusetts[4]